# Karl Schneidewin
Friedrich Heinrich Wilhelm Karl Schneidewin (* 1. Mai 1887 in Hameln; † 31. Januar 1964 in Köln) war ein deutscher Jurist.

## Leben
Schneidewin wurde als Sohn des Theologen Max Schneidewin und der Adolfine Koch geboren. Nach dem Besuch des Gymnasiums in Hameln, das er 1905 abschloss, studierte er von 1905 bis 1908 Rechtswissenschaften an den Universitäten in Freiburg, Berlin, München und Göttingen. Die erste juristische Staatsprüfung bestand er 1908 („gut“) und die zweite juristische Staatsprüfung 1913 („ausreichend“). 1910 wurde er bei Victor Ehrenberg promoviert. Ab 1913 arbeitete er als Gerichtsassessor. 
Nach seiner Teilnahme am Ersten Weltkrieg übernahm er im Juni 1920 einen Posten als Staatsanwalt in Berlin III. 1921 wurde er zum Staatsanwaltschaftsrat befördert und als Hilfsarbeiter an die Reichsanwaltschaft abgegeben. Er war der bis dahin jüngste Hilfsarbeiter. 1923 wurde er I. Staatsanwalt und 1925 Oberstaatsanwalt. Im Februar 1930 wurde er dann selbst Reichsanwalt. Noch im selben Monat vertrat er die Anklage vor dem II. Strafsenat des Reichsgerichts gegen George Grosz, der wegen seines Skandalbildes „Christus am Kreuz mit Gasmaske“ angeklagt war.
Die Anklage wurde vom Simplicissimus unter der Überschrift „Reichsanwalt Schneidewins Normalchrist“ kritisiert.
Schneidewin soll dem NS-Regime ferngestanden sein. Nach seinem Reichsanwaltskollegen Carl Kirchner soll er das Angebot des Reichsjustizministeriums, gegen NSDAP-Parteieintritt Senatspräsident am Reichsgericht zu werden, abgelehnt haben. 
Nach Ende des Zweiten Weltkriegs wurde er zunächst Oberstaatsanwalt in Leipzig. 1946 wurde er Oberstaatsanwalt beim Generalstaatsanwalt in Celle und 1948 zum Generalstaatsanwalt beim Obersten Gerichtshof für die britische Zone (OGH) bestellt. 1951 wurde er als Honorarprofessor an die Universität Köln berufen und hielt dort Vorlesungen über das Straf- und Prozessrecht. Die Berufung erfolgte, nachdem „Ernst Wolff, der Präsident des OGH, eine Honorarprofessur für Zivilrecht innehatte, erschien Schneidewin beim Dekan und machte gleichsam als sein Recht die nämliche Würde geltend. Das hätte er nicht nötig gehabt. Denn er war an jedem Platz eine Zierde, an der Universität durch seine wissenschaftlichen Arbeiten und vorzüglichen Unterricht.“ (Gerhard Kegel)
Er war Mitherausgeber ab der fünften Auflage 1928 von Stengleins Kommentar zu den strafrechtlichen Nebengesetzen des Deutschen Reiches.
Schneidewin war nicht verheiratet. Er verstarb 1964 im Alter von 76 Jahren in Köln-Bayenthal.

## Auszeichnungen
- 20. April 1938: Silbernes Treudienst-Ehrenzeichen
- 30. Januar 1943: Kriegsverdienstkreuz II. Klasse
- 1952: Großes Bundesverdienstkreuz